# SwissInfoDesk
SwissInfoDesk ist eine Informations-Dienstleistung der Schweizerischen Nationalbibliothek. 

## Struktur und Organisation
SwissInfoDesk bietet Unterstützung bei Nachforschungen zu Themen, die die Schweiz betreffen, besonders zu landeskundlichen Themen wie Geschichte, Politik, Geographie, Volkskunde, aber auch zu Kunst und Literatur. Fragen werden per Mail, Telefon, Brief oder ein Webformular in den Sprachen Deutsch, Französisch, Italienisch und Englisch entgegengenommen. Sie werden von speziell geschulten Informationsspezialisten beantwortet. 
Fragen zu den Schweizer Literaturen werden von den Fachleuten des Schweizerischen Literaturarchivs, solche zur Kunst und Architektur von denjenigen der Graphischen Sammlung der Nationalbibliothek bearbeitet. Die Bearbeitungsdauer beträgt 2 Arbeitstage. Beispielsweise ist eine Frage, die am Montag um 10 Uhr eintrifft, spätestens am Mittwoch um 10 Uhr beantwortet.
Die Antworten von SwissInfoDesk bestehen in der Regel aus kommentierten bibliografischen Angaben und Hinweisen auf weitere Quellen; einfachere Fragen werden direkt beantwortet. Juristische, medizinische und touristische Auskünfte erteilt SwissInfoDesk nicht.
Bei durchschnittlichen Anfragen (verursachen bis zu 30 Minuten Aufwand) sind die Recherchen von SwissInfoDesk kostenlos. Bei Anfragen, bei denen der Aufwand absehbar deutlich höher ausfallen wird, erhalten die Betroffenen vorher einen Kostenvoranschlag. SwissInfoDesk ist mit zahlreichen Auskunftsdiensten anderer Bibliotheken und Archive vernetzt. Fragen, die von einer Partnerinstitution besser bearbeitet werden können, werden an diese weitergeleitet.
Die Mitarbeitenden, die SwissInfoDesk betreuen, unterhalten unter dem gleichen Namen eine kommentierte Linksammlung zu Schweizer Themen auf der Website der Schweizerischen Nationalbibliothek.